# Papstwahl 1145

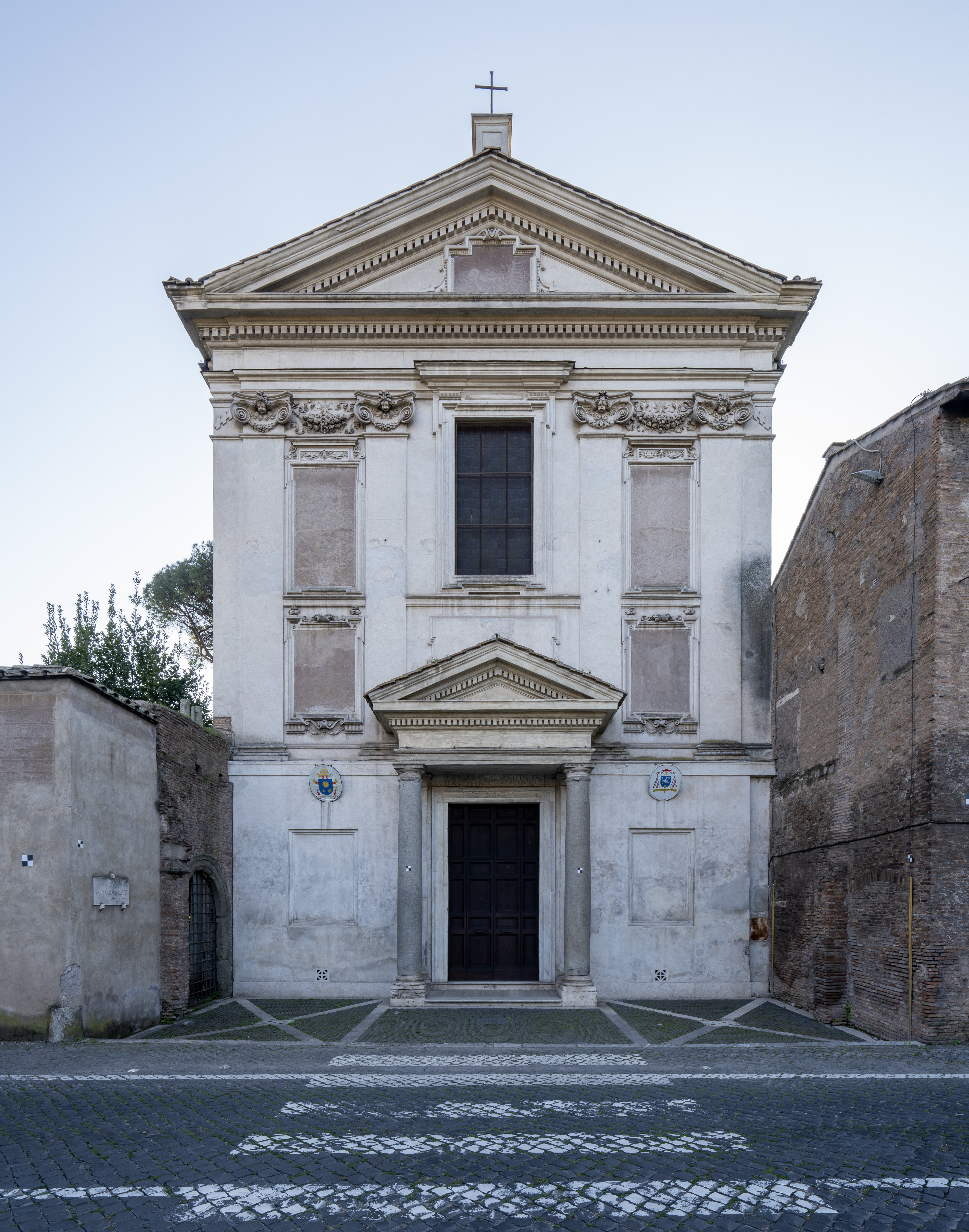
San Cesareo in Palatio

Die Papstwahl 1145 fand nach dem Tod von Papst Lucius II. statt und endete mit der Wahl von Bernardus Paganelli zu Eugen III. Dieser war der erste Zisterzienser auf dem Stuhl des Petrus.

## Wahl von Eugen III.
Während des Pontifikats Papst Lucius II. wurde Giordano Pierleoni, Bruder von Gegenpapst Anacletus II, zum Senator von Rom gewählt. Der Papst wurde aufgefordert die weltliche Macht über Rom aufzugeben. Er ging gegen die Rebellen vor, wurde dabei schwerverletzt und starb am 15. Februar 1145 in Sant Gregorio. Die Kardinäle versammelten sich in San Cesareo in Palatio für die Wahl und wählten am selben Tag einstimmig Bernardus Paganelli, einen Schüler des Bernhard von Clairvaux, der Zisterzienserabt des Klosters Tre Fontane in der Nähe von Rom war und vermutlich dem Kardinalskollegium angehörte. Er gab sich den Namen Eugen III. und war aufgrund der feindlichen Haltung des römischen Volkes den Großteil des Pontifikats außerhalb von Rom.

## Kardinäle
Das Kardinalskollegium umfasste im Februar 1145 wahrscheinlich 40 Kardinäle. Diese Zahlen basieren auf den Unterschriften auf den päpstlichen Bullen des Jahres 1145 und den verfügbaren Daten über Missionen außerhalb von Rom. Aus ihnen kann auch abgeleitet werden, dass nicht mehr als 34 Kardinäle an der Wahl teilnahmen.
| Kardinal                        | Kardinaltitel                                    | Ernannt            | Papst         | Anmerkung                                                  |
| ------------------------------- | ------------------------------------------------ | ------------------ | ------------- | ---------------------------------------------------------- |
| Corrado Demetri della Suburra   | Kardinalbischof von Sabina                       | 1113/14            | Paschalis II. | Kardinaldekan Zukünftiger Papst Anastasius IV. (1153–1154) |
| Dietwin, O.S.B.                 | Kardinalbischof von Santa Rufina                 | etwa 1133          | Innozenz II.  |                                                            |
| Pietro                          | Kardinalbischof von Albano                       | 17. September 1143 | Innozenz II.  |                                                            |
| Guarino Foscari, Can.Reg.       | Kardinalbischof von Palestrina                   | 22. Dezember 1144  | Lucius II.    |                                                            |
| Rainiero                        | Kardinalpriester von Santa Prisca                | 22. Dezember 1139  | Innozenz II.  |                                                            |
| Gregorio della Suburra          | Kardinalpriester von Santa Maria in Trastevere   | 1. März 1140       | Innozenz II.  |                                                            |
| Tommaso                         | Kardinalpriester von San Vitale                  | 1. März 1140       | Innozenz II.  |                                                            |
| Gilberto                        | Kardinalpriester von San Marco                   | 13. März 1142      | Innozenz II.  |                                                            |
| Niccolo                         | Kardinalpriester von Sant Ciriaco                | 13. März 1142      | Innozenz II.  |                                                            |
| Manfredo                        | Kardinalpriester von Santa Sabina                | 17. Dezember 1143  | Coelestin II. |                                                            |
| Guido de Summa                  | Kardinalpriester von Sant Lorenzo in Damaso      | 17. Dezember 1143  | Coelestin II. |                                                            |
| Ariberto                        | Kardinalpriester von Sant Anastasia              | 17. Dezember 1143  | Coelestin II. |                                                            |
| Ugo Novariensis                 | Kardinalpriester von San Lorenzo in Lucina       | 17. Dezember 1143  | Coelestin II. |                                                            |
| Giulio                          | Kardinalpriester von Sant Marcello               | 19. Mai 1144       | Lucius II.    |                                                            |
| Ubaldo Caccianemici, Can.Reg.   | Kardinalpriester von Santa Croce in Gerusalemme  | 19. Mai 1144       | Lucius II.    |                                                            |
| Robert Pullen                   | Kardinalpriester von San Martino                 | 22. Dezember 1144  | Lucius II.    | Kanzler der Heiligen Römischen Kirche                      |
| Guido Puella, Can.Reg.          | Kardinalpriester von Santa Pudenziana            | 22. Dezember 1144  | Lucius II.    |                                                            |
| Villano Gaetani                 | Kardinalpriester von Sant Stefano in Monte Celio | 22. Dezember 1144  | Lucius II.    | Zukünftiger Erzbischof von Pisa (1146–1175)                |
| Gregorio Tarquini               | Kardinaldiakon von Santi Sergio e Bacco          | 9. März 1123       | Calixt II.    | Kardinalprotodiakon                                        |
| Odone Bonecase                  | Kardinaldiakon von San Giorgio in Velabro        | 4. März 1132       | Innozenz II.  |                                                            |
| Guido Pisano                    | Kardinaldiakon von Santi Cosma e Damiano         | 4. März 1132       | Innozenz II.  |                                                            |
| Ottaviano de Monticelli         | Kardinaldiakon von San Nicola in Carcere         | 25. Februar 1138   | Innozenz II.  | Zukünftiger Gegenpapst Victor IV (1159–1164)               |
| Guido de Castro Ficeclo         | Kardinaldiakon der Heiligen Römischen Kirche     | 1139               | Innozenz II.  |                                                            |
| Pietro                          | Kardinaldiakon von Santa Maria in Portico        | 19. September 1141 | Innozenz II.  |                                                            |
| Gregorio                        | Kardinaldiakon von Sant’Angelo in Pescheria      | 17. Dezember 1143  | Coelestin II. |                                                            |
| Astaldo degli Astalli           | Kardinaldiakon von Sant’Eustachio                | 17. Dezember 1143  | Coelestin II. |                                                            |
| Giovanni Caccianemici, Can.Reg. | Kardinaldiakon von Santa Maria Nuova             | 17. Dezember 1143  | Coelestin II. |                                                            |
| Giovanni Paparoni               | Kardinaldiakon von Sant’Adriano                  | 17. Dezember 1143  | Coelestin II. |                                                            |
| Rodolfo                         | Kardinaldiakon von Santa Lucia in Septisolio     | 17. Dezember 1143  | Coelestin II. |                                                            |
| Berardo                         | Kardinaldiakon                                   | 19. Mai 1144       | Lucius II.    |                                                            |
| Giacinto Bobone                 | Kardinaldiakon von Santa Maria in Cosmedin       | 22. Dezember 1144  | Lucius II.    | Zukünftiger Papst Coelestin III. (1191–1198)               |
| Cinzio                          | Kardinaldiakon der Heiligen Römische Kirche      | 22. Dezember 1144  | Lucius II.    |                                                            |
| Jordan, OCarth                  | Kardinaldiakon der Heiligen Römische Kirche      | 22. Dezember 1144  | Lucius II.    |                                                            |
| Bernard, Can.Reg.               | Kardinaldiakon der Heiligen Römische Kirche      | 22. Dezember 1144  | Lucius II.    |                                                            |

Dreizehn Kardinäle wurden von Papst Innozenz II. kreiert, neun von Coelestin II., elf von Lucius II., einer von Papst Calixt II. und einer von Papst Paschalis II.

## Abwesend
| Kardinal                       | Kardinaltitel                                  | Ernannt           | Papst        | Anmerkung                                                                     |
| ------------------------------ | ---------------------------------------------- | ----------------- | ------------ | ----------------------------------------------------------------------------- |
| Alberic de Beauvais, OSBCluny  | Kardinalbischof von Ostia                      | 3. April 1138     | Innozenz II. | Päpstlicher Legat in Frankreich                                               |
| Imar von Tusculum, OSBCluny    | Kardinalbischof von Tusculum                   | 13. März 1142     | Innozenz II. | Päpstlicher Legat in England                                                  |
| Guido Florentinus              | Kardinalpriester von Sant Crisogono            | 1139              | Innozenz II. | Kardinalprotopriester; Päpstlicher Legat in der Lombardei                     |
| Rainaldo di Collemezzo, OSBCas | Kardinalpriester von Santi Marcellino e Pietro | etwa 1139–1141    | Innozenz II. | Abt von Montecassino (Externer Kardinal)                                      |
| Ubaldo Allucingoli             | Kardinalpriester von Santa Prassede            | 16. Dezember 1138 | Innozenz II. | Päpstlicher Legat in der Lombardei; Zukünftiger Papst Lucius III. (1181–1185) |
| Ubaldo                         | Kardinalpriester von Santi Giovanni e Paolo    | 19. Dezember 1141 | Innozenz II. | Päpstlicher Legat in Polen und Dänemark                                       |